# Isört
Isört (Mesembryanthemum crystallinum) är en isörtsväxtart som beskrevs av Carl von Linné. Isört ingår i isörtssläktet som ingår i familjen isörtsväxter. Arten förekommer tillfälligt i Sverige, men reproducerar sig inte. Inga underarter finns listade i Catalogue of Life.
Isört odlas både som prydnadsväxt och grönsak. Blomman är vit, men den odlas främst för bladen som är täckta av glänsande, kristall-liknande blåsor (därav namnet crystallinum). Isört var en populär bladgrönsak på 1700-1800-talen och frö säljs fortfarande. Växten äts som spenat, oftast rå.

## Bildgalleri

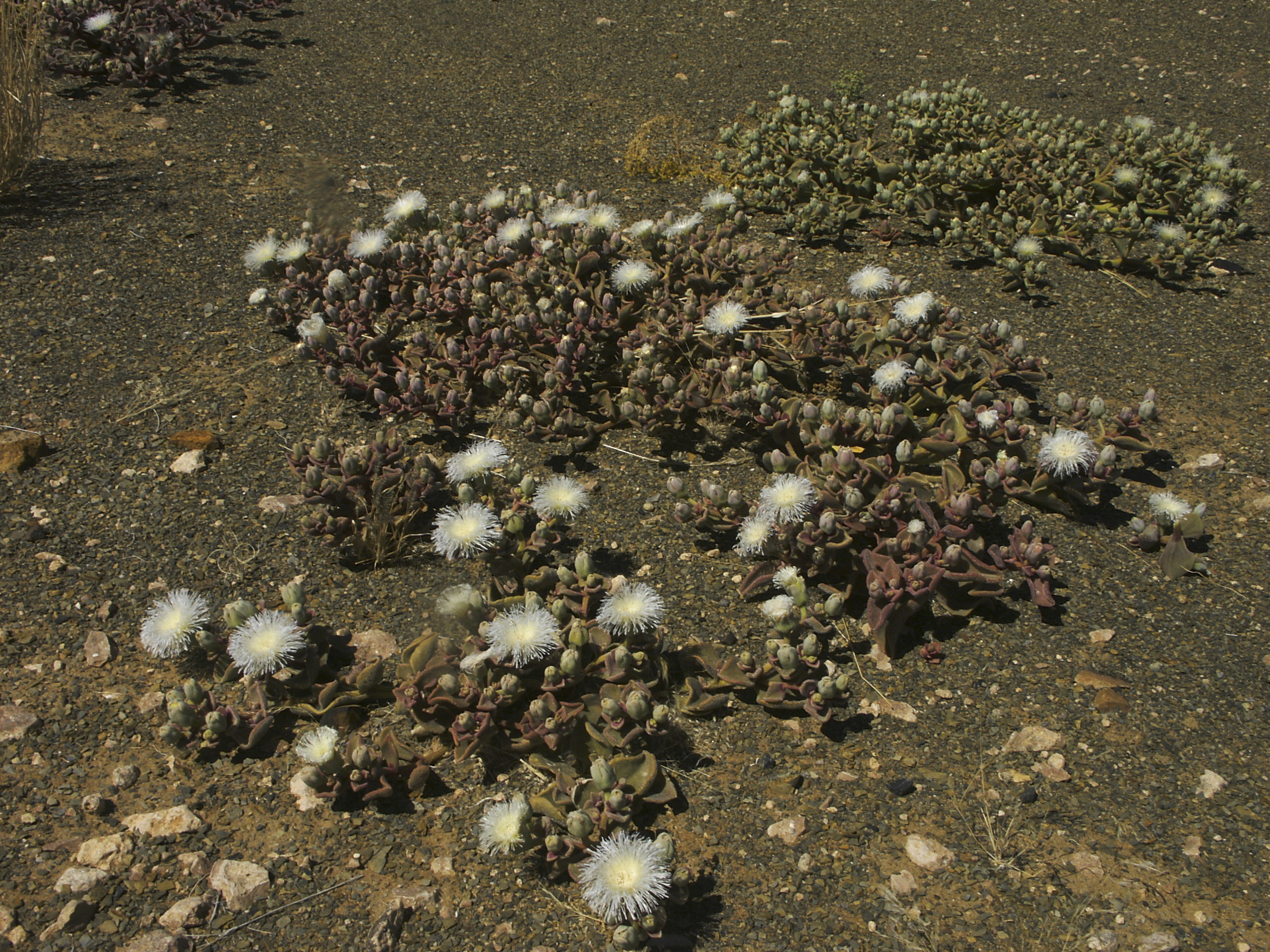
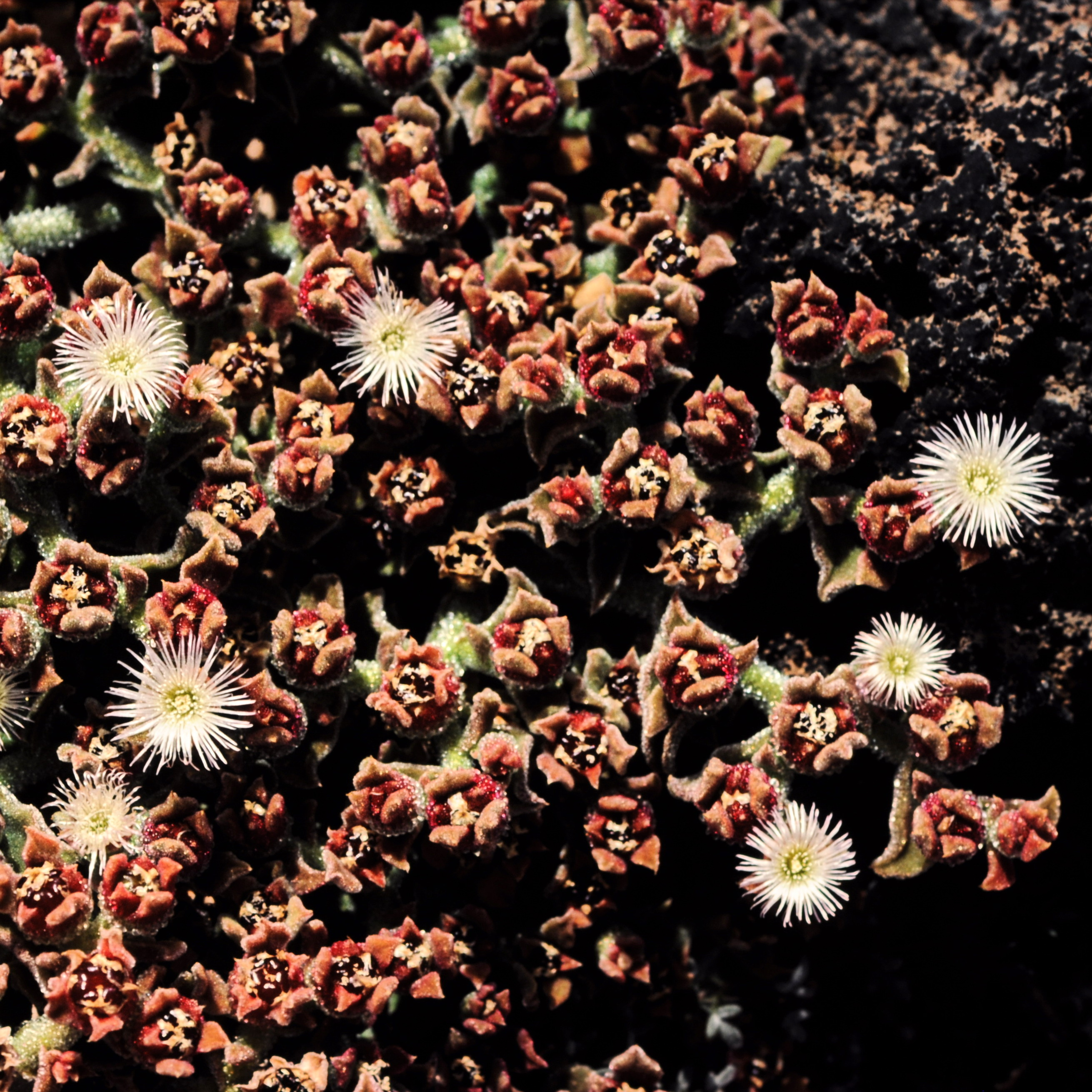
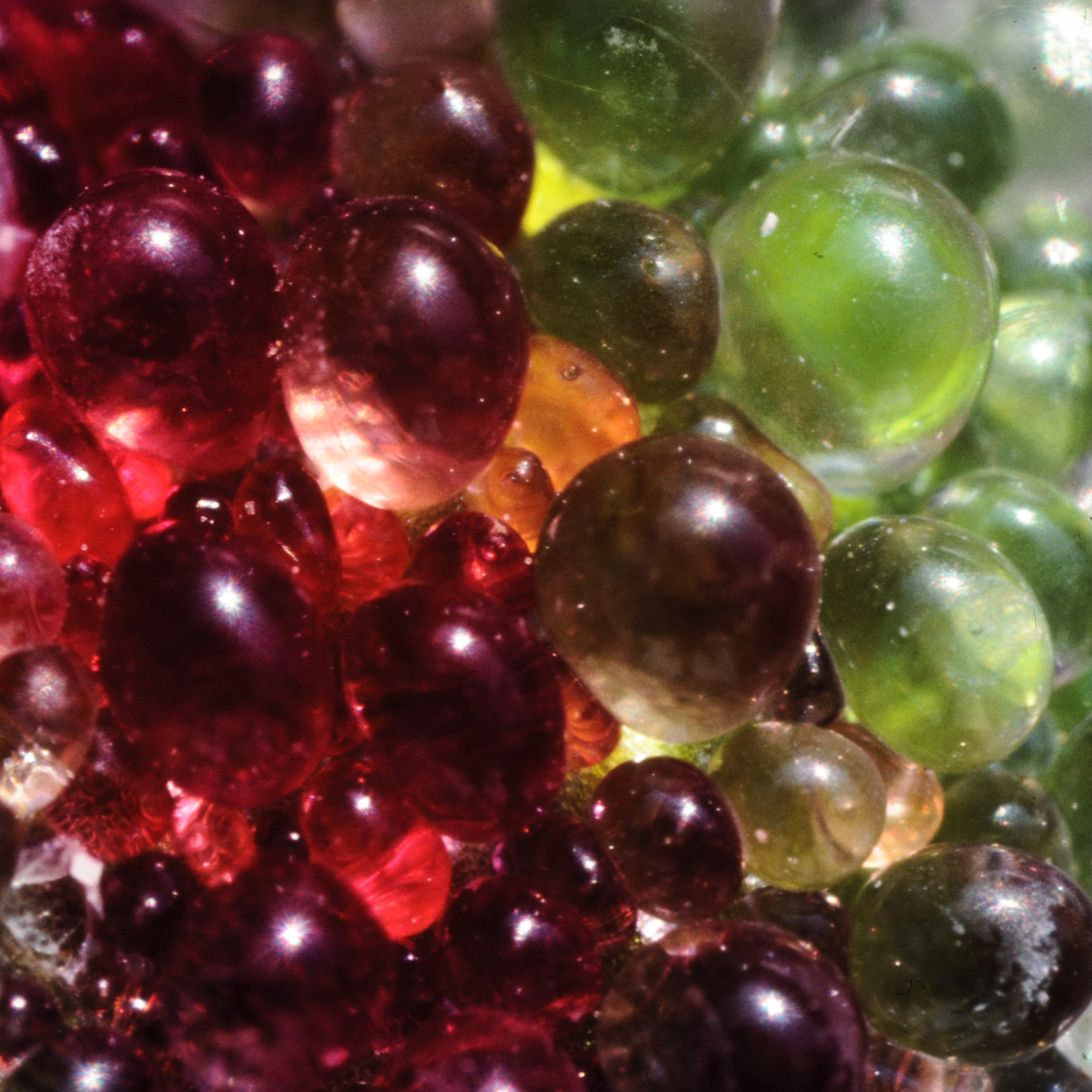
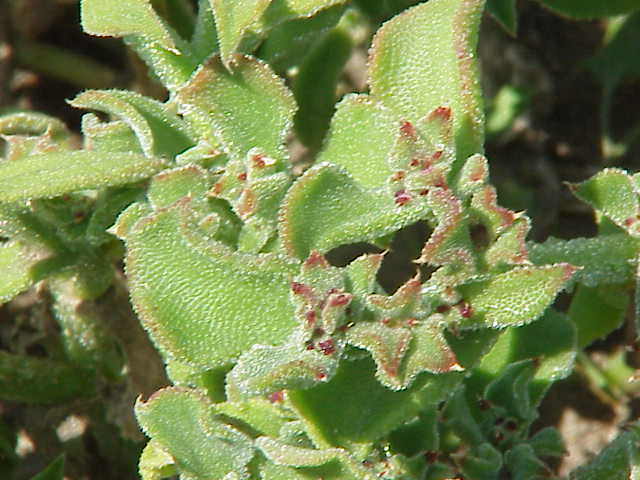
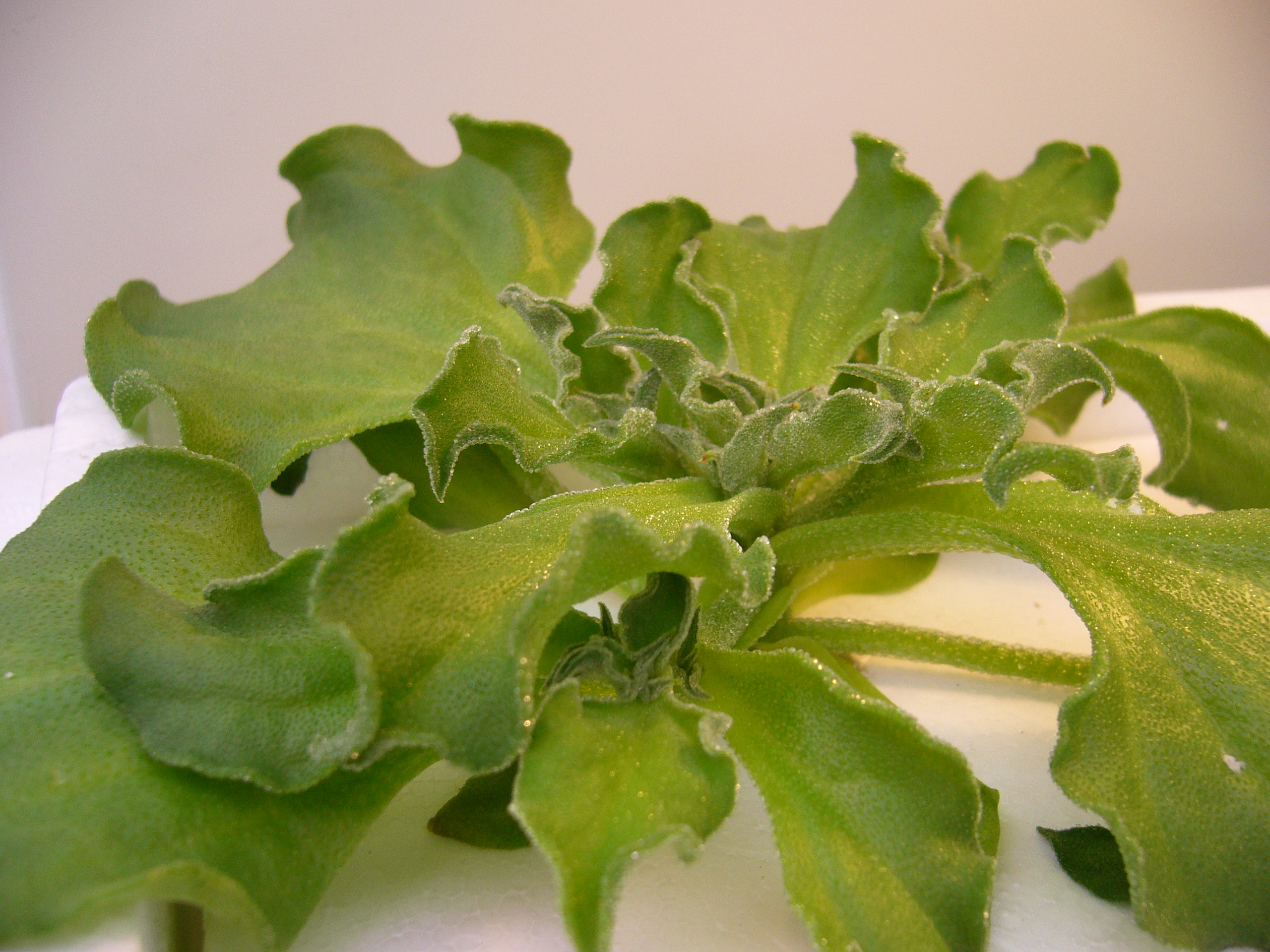
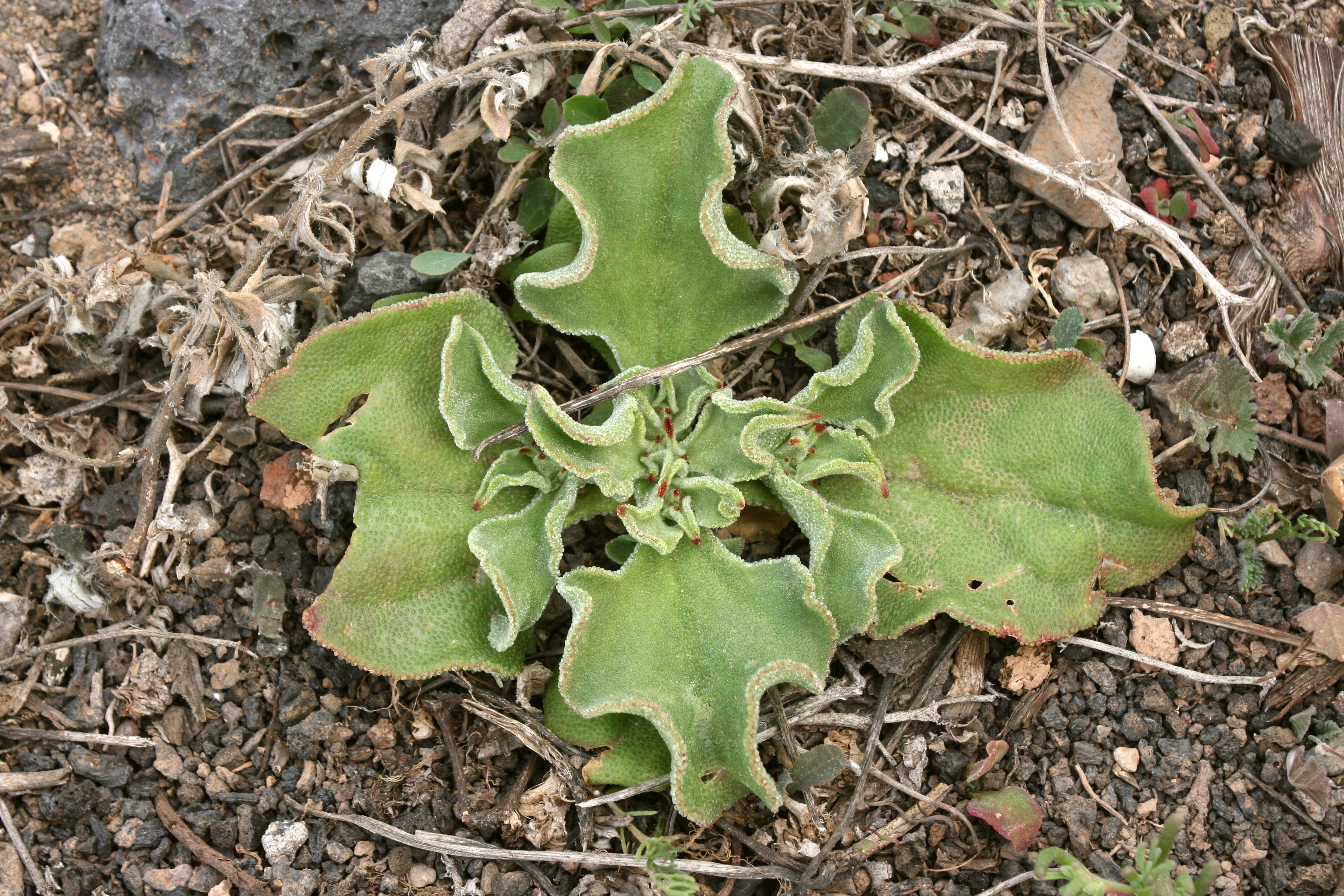